# Bucco
Bucco – rodzaj ptaków z rodziny drzymów (Bucconidae).

## Zasięg występowania
Rodzaj obejmuje gatunki występujące w Ameryce Południowej.

## Morfologia
Długość ciała 14–19 cm; masa ciała 25–62 g.

## Systematyka

### Etymologia
- Bucco: łac. bucca „policzek, zwłaszcza gdy jest nadęty” (nazwa Bucco pierwotnie stosowana była na określenie tukanów i pstrogłowów ze względu na ich pełne policzki)[11].
- Tamatia: tupijska nazwa Tîmatíâi „krzywy dziób” dla rakojada, błędnie nadana przez Marggrafa w 1648 roku niezidentyfikowanemu plamistemu, ziębo-podobnemu ptakowi. Nazwę tę od dawna kojarzy się z drzymami i pstrogłowami[11]. Gatunek typowy: Tamatia maculata Cuvier, 1817 (= Bucco tamatia J.F. Gmelin, 1788) (Cuvier, 1817); Bucco capensis Linnaeus, 1766 (Hahn, 1819).
- Cyphos: gr. κυφος kuphos „garbaty”, od κυπτω kuptō „garbić się”[11]. Gatunek typowy: Cyphos macrodactylus von Spix, 1824.
- Nystactes: gr. νυστακτης nustaktēs „senny”, ospały, od νυσταζω nustazō „drzemać”[11]. Gatunek typowy: Bucco somnolentus M.H.C. Lichtenstein, 1818 (= Bucco tamatia J.F. Gmelin, 1788).
- Chaunornis: gr. χαυνος khaunos „wydęty, pusty”, od χαυνοω khaunoō „rozluźnić się”; ορνις ornis, ορνιθος ornithos „ptak”[11]. Gatunek typowy: Bucco tamatia J.F. Gmelin, 1788.
- Eutamatia: gr. ευ eu „dobry, ładny”; rodzaj Tamatia Cuvier, 1817[11]. Gatunek typowy: Bucco capensis Linnaeus, 1766.
- Argicus: gr. αργικος argikos „gnuśny, leniwy”, od αργος argos „gnuśny, leniwy, powolny”[11]. Nowa nazwa dla Cyphos von Spix, 1824, ponieważ autorzy błędnie sądzili, że nazwa ta jest zajęta przez Cyphus Schönherr, 1823 (Coleoptera).

### Podział systematyczny
Do rodzaju należą następujące gatunki:
- Bucco macrodactylus (von Spix, 1824) – drzym jarzębaty
- Bucco noanamae Hellmayr, 1909 – drzym kolumbijski
- Bucco tamatia J.F. Gmelin, 1788 – drzym wąsaty
- Bucco capensis Linnaeus, 1766 – drzym obrożny